# Белодедов, Александр Николаевич
Александр Николаевич Белодедов (1980—1999) — сержант Внутренних войск МВД РФ, участник второй чеченской войны, Герой Российской Федерации (2000).

## Биография
Александр Белодедов родился 24 апреля 1980 года в селе Суд-Николаевка Подгоренского района Воронежской области. Проходил службу в Приволжском округе Внутренних войск МВД РФ. Окончив учебное подразделение, стал командиром боевой машины, командиром отделения инженерно-сапёрного взвода роты боевого обеспечения батальона оперативного назначения Кировской дивизии. Участвовал во второй чеченской войне.
26 декабря 1999 года в ходе спецоперации по ликвидации бандформирований в Старопромысловском районе Грозного Белодедов находился в составе группы разминирования и выполнял боевую задачу по инженерной разведке местности, обеспечивая безопасность прохода основных подразделений батальона. В 12:30 группа подверглась массированному миномётного обстрелу боевиков. Белодедов занял выгодную позицию и вступил в бой. Он лично уничтожил одну из огневых точек противника. Несмотря на вражеский огонь, он руководил действиями своего отделения, оказывал медицинскую помощь раненым, обеспечивал их эвакуацию. В разгар боя Белодедов увидел, что его сослуживец младший сержант Легенчук тяжело ранен, и бросился ему на помощь. Вынося Легенчука с поля боя, Белодедов попал под перекрёстный огонь боевиков и был тяжело ранен в брюшную полость. От полученных ранений он скончался. Похоронен в родном селе.
Указом Президента Российской Федерации № 1166 от 24 июня 2000 года сержант Александр Белодедов был удостоен высокого звания Героя Российской Федерации. Навечно зачислен в списки своей воинской части.